# NGC 4623
NGC 4623 је спирална галаксија у сазвежђу Девица која се налази на NGC листи објеката дубоког неба.
Деклинација објекта је + 7° 40' 35" а ректасцензија 12h 42m 10,6s. Привидна величина (магнитуда) објекта NGC 4623 износи 11,9 а фотографска магнитуда 12,8. Налази се на удаљености од 14,500 милиона парсека од Сунца. NGC 4623 је још познат и под ознакама UGC 7862, MCG 1-32-135, CGCG 42-207, VCC 1913, PGC 42647.